# Lactuca watsoniana
Lactuca watsoniana — вид трав'янистих рослин з родини айстрові (Asteraceae), ендемік Азорських островів.

## Поширення
Ендемік Азорських островів (о. Піку, Фаял, Сан-Жорже, Сан-Мігель, Терсейра).
Росте у вулканічних кратерах та у глибоких вузьких ярах, у ялівцевих лісах від 500 до 870 м, а також серед чагарників. Полюбляє багаті водою та поживними речовинами середовища проживання. Віддає перевагу висоті — 55% від загальної кількості досліджуваних популяцій були від 800 до 900 м (2009 р.).

## Загрози та охорона
Основними загрозами є випасання худоби та інвазивні види, що призводить до зменшення відповідної середовища існування. 
Вид включений до списку пріоритетних видів в Додатку II до Директиви про оселища ЄС. Вирощується в ботанічному саду о. Фаял, Азорські острови, де також зберігається насіння. Перебуває на захищених територіях, але це не припиняє вторгнення екзотичних видів, таких як Hydrangea macrophylla та Hedychium gardnerianum, що значно знижує апреал; та інвазивних кроликів, які живляться на видові, що може бути особливо проблематичним для молодняка.